# Ga Bắc Kinh Tây
Ga Bắc Kinh Tây (tiếng Hoa: 北京西站) là nhà ga xe lửa chính ở trung tâm thủ đô Bắc Kinh, Cộng hòa Nhân dân Trung Hoa.

## Bên cạnh
Tổng công ty Đường sắt Trung Quốc
- Đường sắt Bắc Kinh - Quảng Châu
- Đường sắt Bắc Kinh - Cửu Long

Tàu điện ngầm Bắc Kinh
- Tuyến số 7
- Tuyến số 9